# Phalaenopsis malipoensis
Phalaenopsis malipoensis — эпифитное трявянистое растение семейства Орхидные.
Вид не имеет устоявшегося русского названия. В русскоязычных источниках обычно используется научное название Phalaenopsis malipoensis.

## Биологическое описание
Миниатюрный моноподиальный эпифит или литофит. 
 Стебель укороченный, скрыт основаниями листьев.
Цветы сходны с Phalaenopsis gibbosa, от которого отличается более узкими петалиями, формой губы и строением цветоноса.

## Ареал, экологические особенности
Китай, провинция Юньнань

## История описания
Обнаружен в 2005 г. в Китае на юго-востоке провинции Юньнань.

## В культуре
О содержании в культуре сведений нет.